# 竇毅 (経済学者)
竇 毅（とう き、Dou Yi、1988年 - ）は、日本在住の循環経済学者、都市工学者。
東京大学 未来ビジョン研究センター 地域システム設計研究ユニット 特任助教。
専門は都市環境学、土木環境システム工学。
Ph.D.（名古屋大学、2019年 工学博士）、環境学修士。

## 略歴

### 学歴
- 2010年6月 南開大学（中国） 物理学部理論物理学科 卒業
- 2014年3月 名古屋大学大学院環境学研究科 都市環境学専攻修士課程（環境学） 修了
- 2019年3月 名古屋大学大学院環境学研究科 都市環境学専攻博士課程（工学） 修了

### 経歴
- 2014年6月 国立環境研究所 社会環境システム研究センター 准特別研究員（2016年3月まで）
- 2016年4月 国立環境研究所 社会環境システム研究センター リサーチアシスタント（2019年3月まで）
- 2019年4月 東京大学 総長室 総括プロジェクト機構「プラチナ社会」総括寄付講座 特任研究員（2022年3月まで）
- 2022年4月 東京大学 未来ビジョン研究センター 地域システム設計研究ユニット 特任助教

## 受賞
- 2017年 Organizing Committee of Graduate Student Forum on Sustainable Use of Natural Resources, Best Creative Research
- 2017年 Organizing Committee of International Conference on Materials and Systems for Sustainability 2017, Outstanding Presentation Award

## 研究分野
- ナノテク・材料 / エネルギー化学 /
- 人文・社会 / 地理学 /
- 社会基盤（土木・建築・防災） / 建築計画、都市計画 /
- 社会基盤（土木・建築・防災） / 土木環境システム /
- 環境・農学 / 環境政策、環境配慮型社会 /
- 環境・農学 / 環境影響評価 /

## 共同研究・競争的資金等の研究課題
- 未利用熱を中心とした広域熱交換ネットワークの空間計画と評価 [2]（日本学術振興会 科学研究費助成事業）
- 都市更新を考慮した建築のゼロエネルギー化に向けた地域ライフサイクルデザイン[3] （日本学術振興会 科学研究費助成事業）

## 委員歴
- 2020年 - 現在 Editorial Board of Frontiers in Sustainability ・ Section of Multi-criteria Decision Making ・ Associate Editor
- 2020年 Editorial Board of Resources, Conservation and Recycling・ VSI: Green Bay ・ Guest Editor

## 所属学協会
- International Society for Industrial Ecology
- エネルギー・資源学会
- 日本LCA学会
- 土木学会
- Chinese Society for Industrial Ecology